# Auguste Guinnard
Ne doit pas être confondu avec Auguste Guinard.
Auguste Pawloski Guinnard, né à Paris le 8 juin 1831 et mort en 1882 (?), est un voyageur et aventurier français.

## Biographie
Employé à Paris dans une maison de commerce d'exportation, il part chercher fortune en Amérique du Sud en 1855. Il embarque ainsi en août 1855 au Havre et débarque à Montevideo. La guerre civile y fait rage et entrave ses projets. Il gagne alors Buenos Aires puis, en février 1856, part prospecter dans les provinces du Sud de l'Argentine, en Azúl et au Tandil puis à Bahia Blanca, Fort Argentino (rio Colorado) et dans la vallée du rio Negro jusqu'à Carmen. 
À Quequén, il rencontre un jeune Italien, Pedritto, qui devient son compagnon d'aventures. Ils partent alors pour Rosario (18 mai 1856) et traversent la Sierra de la Ventana mais ils se trompent totalement d'orientation et pénètrent profondément dans les territoires des tribus indiennes, en guerre permanente avec les ouignecaë (les chrétiens). En juin 1856, ils sont attaqués par des Indiens Puelches qui tuent Pedritto. 
Prisonnier, Guinnard est réduit à l'esclavage. Il va alors accompagner toutes les pérégrinations des Indiens. Vendu à plusieurs reprises, il subit de nombreuses vexations. Mais il apprend aussi leur langue. Passé aux mains des habitants de la Pampa, il gagne peu à peu la confiance du cacique Calfucurá, en devient le conseiller et s'accoutume entièrement à la vie des Indiens. En 1858, il se voit secrétaire de la confédération nomade et participe même aux négociations en écrivant des missives au général Urquiza président des Provinces Unies de La Plata. 
En août 1859, il parvient à s'évader et après un long périple, est accueilli sur le rio Quinto par une famille espagnole. Il reste alors six semaines entre la vie et la mort. 
Reconnu par les Indiens et par peur d'être recapturé ou tué par eux, il reprend ensuite la route à pied avec un chien qu'il a recueilli. Il passe à San Luis et séjourne quelque temps à Mendoza. Il franchit les Andes au défilé d'Uspallata où, assoiffé et affamé et souffrant du froid, il abandonne son chien.
Après avoir réussi à franchir le très difficile col de la Cumbre, il arrive, pratiquement mourant, à La Guardia puis à Quillota où un ingénieur français nommé Barthès le recueille (1860). Barthès le fait engager au chantier du chemin de fer de Santiago puis il travaille dans un grand ranch. Avec l'argent gagné, il peut enfin gagner Valparaiso en mars 1860. N'y trouvant pas d'emploi et malade, il fait appel au consul de France qui le fait rapatrier en septembre 1860 sur la corvette Constantine. Arrivé à Rochefort en janvier 1861.
À son retour en France, il se fait connaître en publiant ses aventures extraordinaires dans le Bulletin de la Société de géographie et dans la Revue Le Tour du monde fin 1861. La publication en 1864 d'un volume sous le titre Trois ans d'esclavage chez les Patagons, récit de ma captivité le rend très célèbre. À la Société de géographie, il rencontre Jules Verne qui lui rend hommage dans Les Enfants du capitaine Grant et en fait même un collègue de son personnage Jacques Paganel. Verne utilise aussi, dans son roman, son récit comme source sur les mœurs, les coutumes et les croyances des tribus indiennes. Son livre fera l'objet d'au moins sept rééditions (plus des fac-similés récents peu intéressants).
Membre des Sociétés de Géographie et d'Ethnographie, secrétaire-adjoint du Comité d'archéologie américaine, Guinnard travaille ensuite à la Préfecture de police (de mars 1865 à avril 1867) puis il devient (du 21 mars 1867 à mai 1873), Inspecteur spécial des Chemins de Fer de première classe. 
Il épouse le 25 octobre 1862 Angelina Maria Augusta Davy-Desmoulins. Sur l'acte de mariage, la mère d'Auguste est désignée comme « rentière ». Son père est colon « en Afrique » à Lodi, district de Medeah (Algérie) où, contremaître de chantiers, il donnera son accord au mariage devant le notaire de Medeah. Les parents d'Angelina sont qualifiés tous deux (bien qu'ils soient encore forcément assez jeunes) de « rentiers ».
Il s'exile volontairement à Caracas accompagné pour un temps par sa femme, sa fillette et sa belle-mère. Les relations deviennent orageuses avec sa belle-mère qui rapatrie à Paris sa fille et sa petite-fille, laissant Auguste Guinnard seul à Caracas. 
Quatre lettres, datées du début 1877 et adressées par Auguste à sa femme Angelina, sont conservées dans sa famille en ligne directe : 
- lettre (non datée) en commande à Paris pour des pièces et matériels de réparation de pianos. Il explique dans cette lettre que ses affaires marchent mal à Caracas et qu'il ne peut transmettre d'argent à sa famille (même par le canal d'un ami sûr qui l'avait visité à Caracas). Il demande à sa famille de lui envoyer un piano Pleyel.
- lettre de Caracas en date du 6 mars 1877 où il sollicite M. Naudin, chef de cabinet du préfet de police, son ancien supérieur, pour être réintégré. (« Je suis bien repentant de la faute qui m'a inspiré l'honorable idée de me faire pour un temps oublier de l'administration... »)
- lettre de Caracas du 18 mars 1877, où il se plaint amèrement de l'absence de sa femme et de sa fille.
- dernière lettre de Caracas en date du 6 mai 1877. Cette lettre, en écriture croisée extrêmement difficile à déchiffrer, n'est qu'une suite de jérémiades. Elle peut faire douter de la santé mentale d'Auguste Guinnard à ce moment-là.

Le 18 août 1885, au mariage de sa fille, Auguste Guinnard est absent. L'acte d'état-civil établi ce jour-là stipule « absent ou décédé ». Valérie Dumeige précise dans son étude A la recherche d'Auguste Guinnard : « Le 12 septembre 1882, le cadavre d'un inconnu était repêché à Charenton. Le registre de la morgue indique que cet homme, dont seul le prénom (Auguste) est mentionné, s'est noyé en pêchant. Le corps, non identifié est pris en photo. Ce cliché ressemble étrangement au portrait de Guinnard : morphologie crânienne très proche, même chevelure, même cicatrice sous le nez. Auguste Guinnard, abandonné des siens a-t-il péri noyé à l'âge de cinquante et un ans ? Les présomptions sont fortes, mais hélas elles ne sont pas des preuves ».
Le 17 janvier 1890, il est déclaré officiellement absent par le Tribunal de Première instance de la Seine. Il est dit qu'il est domicilié en dernier lieu en 1881 au 75, rue d'Avron à Paris et qu'il serait parti pour la Trinidad (Antilles espagnoles).
Divorcée, la fille d'Auguste Guinnard se remarie à Paris le 27 août 1891 au 14e arrondissement. L'acte de mariage confirme l'absence de son père.

## Publications
- Excursion dans l'intérieur de la Patagonie, Bulletin de la Société de géographie, 1861
- Trois ans de captivité chez les Patagons, Le Tour du monde, vol. 4, 1861, pp. 241-268 [lire sur Wikisource]
- Trois ans d'esclavage chez les Patagons, 1864 ; rééd. Aubier, 1979, Cosmopole, 2000, Chandeigne, 2009[5].